# Repräsentantenhaus von Connecticut

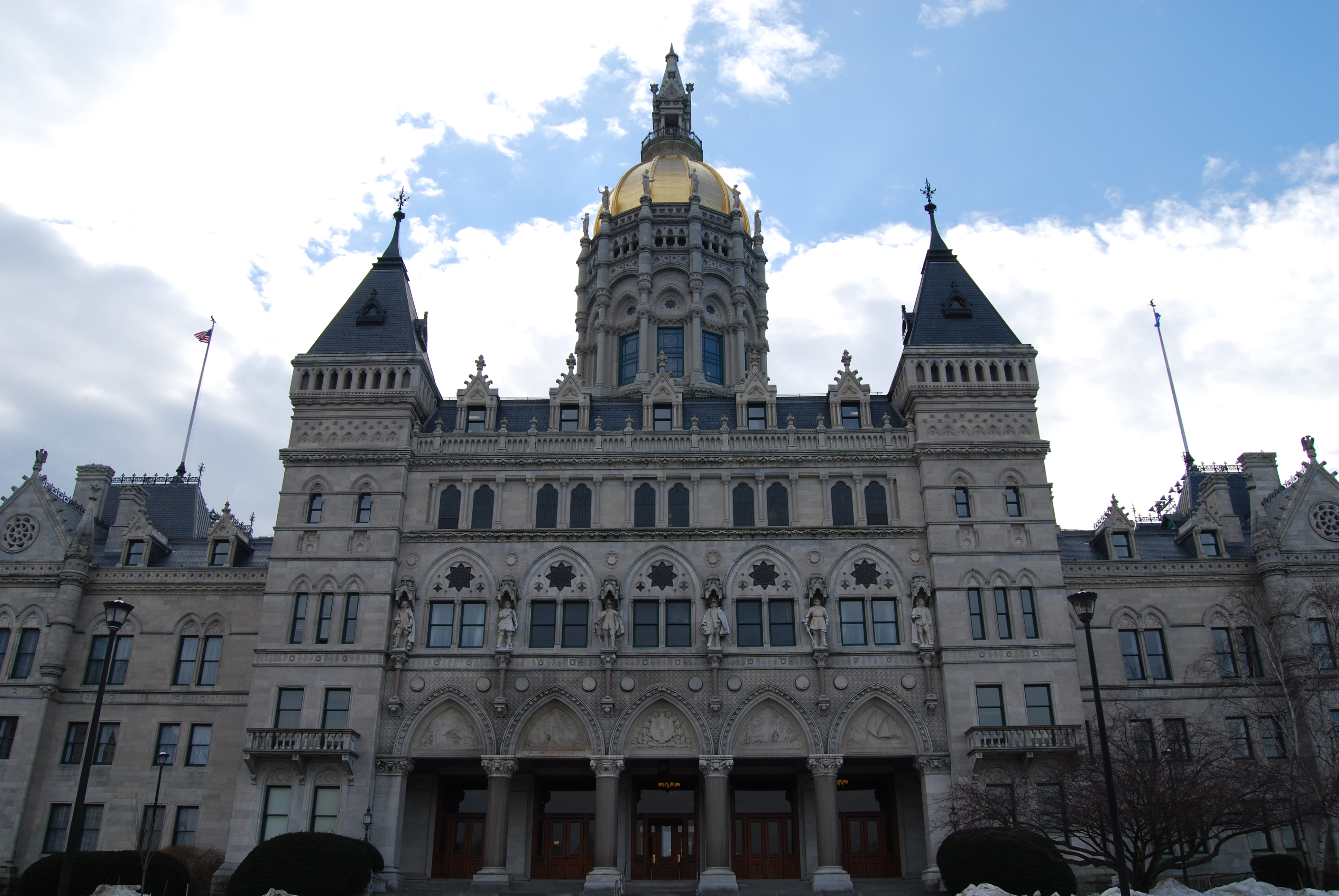
Das Connecticut State Capitol

Das Repräsentantenhaus von Connecticut  (Connecticut House of Representatives) ist das Unterhaus der Connecticut General Assembly, der Legislative des US-Bundesstaates Connecticut.
Die Parlamentskammer setzt sich aus 151 Abgeordneten zusammen, die jeweils einen Wahldistrikt repräsentieren. Jede dieser festgelegten Einheiten umfasst eine Zahl von durchschnittlich 22.600 Einwohnern. Die Abgeordneten werden jeweils für zweijährige Amtszeiten gewählt; eine Beschränkung der Amtszeiten existiert nicht.
Der Sitzungssaal des Repräsentantenhauses befindet sich gemeinsam mit dem Staatssenat im Connecticut State Capitol in Hartford.

## Struktur der Kammer
Vorsitzender ist der Speaker of the House. Er wird zunächst von der Mehrheitsfraktion der Kammer gewählt, ehe die Bestätigung durch das gesamte Parlament folgt. Der Speaker ist auch für den Ablauf der Gesetzgebung verantwortlich und überwacht die Abstellungen in die verschiedenen Ausschüsse. Derzeitiger Speaker ist der Demokrat Matthew Ritter.
Weitere wichtige Amtsinhaber sind der Mehrheitsführer (Majority leader) und der Oppositionsführer (Minority leader), die von den jeweiligen Fraktionen gewählt werden. Majority leader der Demokraten ist Jason Rojas, Minority leader ist der Republikaner Vincent Candelora.

## Zusammensetzung nach der Wahl im Jahr 2022
- Demokraten: 98
- Republikaner: 53

| Partei | Partei                 | Abgeordnete |
| ------ | ---------------------- | ----------- |
|        | Demokratische Partei   | 98          |
|        | Republikanische Partei | 53          |
| Summe  | Summe                  | 151         |